# João Carlos Cardoso Santo
João Carlos Cardoso Santo, meglio noto come João Carlos (Coaraci, 1º marzo 1995), è un calciatore brasiliano, attaccante del Guangdong Guangzhou Bao.

## Caratteristiche tecniche
È un centravanti.

## Statistiche

### Presenze e reti nei club
Statistiche aggiornate al 16 giugno 2018.
| Stagione        | Squadra         | Campionato      | Campionato | Campionato | Coppe nazionali | Coppe nazionali | Coppe nazionali | Coppe continentali | Coppe continentali | Coppe continentali | Altre coppe | Altre coppe | Altre coppe | Totale | Totale | Totale |
| Stagione        | Squadra         | Comp            | Pres       | Reti       | Comp            | Pres            | Reti            | Comp               | Pres               | Reti               | Comp        | Pres        | Reti        | Pres   | Reti   |        |
| --------------- | --------------- | --------------- | ---------- | ---------- | --------------- | --------------- | --------------- | ------------------ | ------------------ | ------------------ | ----------- | ----------- | ----------- | ------ | ------ | ------ |
| 2016            | Galícia         | PD/BA+D         | 0+2        | 1          | CB              | 0               | 0               |                    | -                  | -                  |             | -           | -           | 2      | 1      |        |
| 2017            | Bonsucesso      | A/RJ            | 8          | 0          | CB              | 0               | 0               |                    | -                  | -                  |             | -           | -           | 8      | 0      |        |
| 2017            | Boa Esporte     | M1/MG+B         | 0          | 0          | CB              | 0               | 0               |                    | -                  | -                  |             | -           | -           | 0      | 0      |        |
| 2017            | Macaé           | A/RJ+C          | 0+4        | 0          | CB              | 0               | 0               |                    | -                  | -                  |             | -           | -           | 4      | 0      |        |
| 2018            | Cabofriense     | A/RJ            | 15         | 4          | CB              | 0               | 0               |                    | -                  | -                  |             | -           | -           | 15     | 4      |        |
| 2018            | Fluminense      | A/RJ+A          | 0+6        | 0          | CB              | 0               | 0               | CS                 | 0                  | 0                  |             | -           | -           | 6      | 0      |        |
| Totale carriera | Totale carriera | Totale carriera | 35         | 5          |                 | 0               | 0               |                    | 0                  | 0                  |             | -           | -           | 35     | 5      |        |

## Palmarès

### Club

#### Competizioni nazionali
- Segunda Liga: 1

Estoril Praia: 2020-2021

### Individuale
- Capocannoniere della Segunda Liga: 1

2021-2022 (17 reti)